# Roland Olai Bure
Roland Olai Bure, född 11 december 1587 i Nora i Ångermanland, död 3 april 1670 i Nora i Uppland, var en svensk präst och riksdagsledamot. 

## Biografi
Roland Olai Bure var son till sin företrädare Olaus Laurentii Bure och Ursila Christoffersdotter. Efter att ha blivit student 1607 prästvigdes han 1612 och blev därefter sin svåger Johannes Olai Balcks komminister. När denne dog blev han 1634 kyrkoherde i sin faders församling.
Bure var riksdagsman 1647. Året därefter ålades han att hålla soldat, något som han bestred med stöd av prästernas privilegier. Frågan skulle sedan enligt domkapitlet avhandlas av en annan riksdagsman.
Under Bure fick Nora en sockenlärare, Laurentius Kijlandius.
Bure var gift två gånger, och fick liksom sin far många barn. En av sönerna, Bernhard Rolandi Bure, blev hans efterträdare. Dottern Katarina Bure blev känd för eftervärlden för att ha anklagats för häxeri. En annan dotter var gift med Peder Swensson Printz. Sonen Olof Bure var befallningsman på Läckö slott, och vars dotter Katarina var gift med befallningsmannen Johan Bruno och därmed förfäder till Franz Berwald.
Roland Olai Bure tillhörde Bureätten via sin farmor. I mantalslängder från Nora skriver han sig själv enbart som Roland Olai, utan tillnamnet Bure, men det är möjligt att han ändå använde namnet under sin levnad. Fem år efter hans död, år 1675, kallas han och hans dotter för Bure i skrivelser i samband med trolldomsanklagelserna mot henne.